# Championnat de Slovénie de football 1993-1994
Navigation
Saison précédente Saison suivante
La saison 1993-1994 du Championnat de Slovénie de football est la 3e édition de la première division slovène à poule unique, la PrvaLiga. Les 18 meilleurs clubs slovènes jouent les uns contre les autres lors de rencontres disputées en matchs aller et retour. En fin de championnat, les deux derniers du classement sont directement relégués en deuxième division et sont remplacés par les deux meilleurs clubs de D2.
C'est l'Olimpija Ljubljana, double champion de Slovénie en titre, qui termine en tête du championnat pour la troisième fois consécutive. Il s'agit donc du 3e titre de son histoire.

## Les 16 clubs participants
| - Olimpija Ljubljana - Maribor Branik - Belvedur Izola - HIT Gorica (anciennement ND Gorica) - Cosmos Ljubljana - Zivila Naklo - NK Mura - NK FC Koper | - Publikum Celje - NK Slovan - Svoboda Ljubljana - NK Rudar Velenje - Potrošnik Beltinci - NK Krka - NK Jadran Dekani - Promu de D2 - NK Primorje - Promu de D2 |

## Compétition

### Classement
Le barème de points servant à établir le classement se décompose ainsi :
- Victoire : 2 points
- Match nul : 1 point
- Défaite : 0 point

| Rang | Équipe                 | Pts | J  | G  | N  | P  | Bp | Bc | Diff |
| ---- | ---------------------- | --- | -- | -- | -- | -- | -- | -- | ---- |
| 1    | Olimpija Ljubljana (T) | 51  | 30 | 23 | 5  | 2  | 95 | 20 | +75  |
| 2    | NK Mura                | 45  | 30 | 19 | 7  | 4  | 59 | 23 | +36  |
| 3    | Maribor Branik (C)     | 42  | 30 | 16 | 10 | 4  | 55 | 24 | +31  |
| 4    | Publikum Celje         | 38  | 30 | 14 | 10 | 6  | 50 | 34 | +16  |
| 5    | HIT Gorica             | 35  | 30 | 12 | 11 | 7  | 40 | 38 | +2   |
| 6    | Potrošnik Beltinci     | 32  | 30 | 13 | 6  | 11 | 57 | 40 | +17  |
| 7    | NK FC Koper            | 32  | 30 | 11 | 10 | 9  | 43 | 38 | +5   |
| 8    | Živila Naklo           | 29  | 30 | 11 | 7  | 12 | 32 | 40 | -8   |
| 9    | Rudar Velenje          | 27  | 30 | 10 | 7  | 13 | 37 | 49 | -12  |
| 10   | Belvedur Izola         | 26  | 30 | 9  | 8  | 13 | 45 | 51 | -6   |
| 11   | Cosmos Ljubljana       | 25  | 30 | 8  | 9  | 13 | 29 | 44 | -15  |
| 12   | NK Primorje (P)        | 24  | 30 | 8  | 8  | 14 | 46 | 55 | -9   |
| 13   | Svoboda Ljubljana      | 23  | 30 | 9  | 5  | 16 | 31 | 59 | -28  |
| 14   | NK Jadran Dekani (P)   | 21  | 30 | 7  | 7  | 16 | 25 | 50 | -25  |
| 15   | NK Slovan              | 18  | 30 | 5  | 8  | 17 | 35 | 70 | -35  |
| 16   | NK Krka                | 12  | 30 | 2  | 8  | 20 | 14 | 58 | -44  |

|  | Qualification pour la Coupe des Coupes 1994-1995                                              |
|  | Qualification pour la Coupe UEFA 1994-1995                                                    |
|  | Relégation directe en deuxième division                                                       |
|  | (T) Tenant du titre (C) Vainqueur de la Coupe de Slovénie (P) Club promu de deuxième division |

## Bilan de la saison
| Championnat de Slovénie de football 1993-1994 |                               |
| Champion                                      | Olimpija Ljubljana (3e titre) |
| Coupes et trophées                            |                               |
| Vainqueur de la Coupe de Slovénie 1993-1994   | Maribor Branik                |
| Qualifications continentales                  |                               |
| Coupe des Coupes 1994-1995                    | Maribor Branik                |
| Coupe UEFA 1994-1995                          | Olimpija Ljubljana            |
| Coupe UEFA 1994-1995                          | NK Mura                       |
| Promotions et relégations                     |                               |
| Promus en PrvaLiga                            | NK GAV Kocevje                |
| Promus en PrvaLiga                            | NK Koroton Suvel Prevalje     |
| Relégués en Division 2                        | NK Slovan                     |
| Relégués en Division 2                        | NK Krka                       |